# Tîr des cidulis

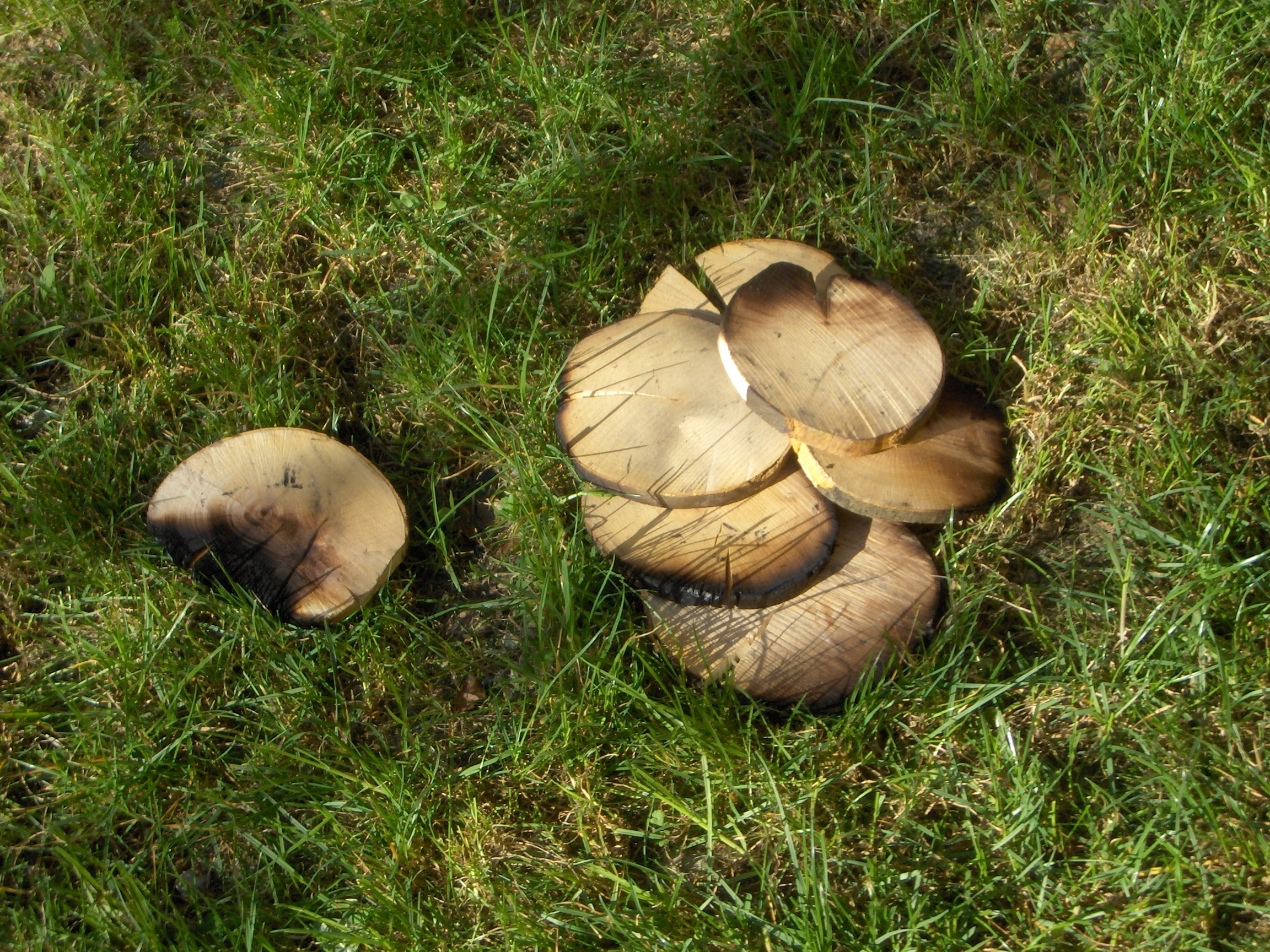
Cidulis

Quella del Tîr des cidulis (anche cidulas, cidules, cidulos o piruläs, a seconda della parlata friulana locale) è un'antica tradizione della Carnia, probabilmente di derivazione celtica, che si tiene in molti paesi di questa regione alpina.

## Caratteristiche
Da un modesto rilievo vicino al paese, i ragazzi del luogo (i cosiddetti cidulârs, che in alcuni luoghi, prima dell'abolizione del servizio di leva, erano i coscritti), dopo aver acceso un fuoco visibile dal paese, lanciano las cidulos, ossia delle rotelle di legno (solitamente abete o faggio) alle quali viene dato fuoco. Secondo la tradizione, ad ogni lancio si accompagna una filastrocca (raganizza) benaugurante o umoristica nei riguardi di una coppia reale o inventata, o la rivelazione di un amore altrui tenuto fino a quel momento nascosto.
Vi sono molte varianti a seconda della zona, in alcuni paesi della Val Degano, ad esempio, lis cidulis sono diventate un modo per augurare fortuna per l'anno successivo a tutte le coppie del paese, sposate o meno, e spesso il rito si accompagna ad un ballo organizzato dai cidulars a cui è invitata tutta la popolazione.
Il lancio avviene per la maggior parte dei casi nel periodo del solstizio d'inverno (ed è proprio questo fattore di somiglianza con altri riti del fuoco nell'arco alpino che fa pensare all'origine celtica e pagana del rito) ma spesso si sovrappone a tradizioni meno antiche quali il giorno del patrono del paese (laddove questa giornata si svolga d'inverno), i festeggiamenti di capodanno, l'Epifania o la Pasqua.
Soprattutto nell'ultima metà del secolo, il rito ha conosciuto notevoli evoluzioni metodologiche con l'utilizzo di razzi e fuochi d'artificio da accompagnare al lancio delle cidulis e l'utilizzo di megafoni o altoparlanti per far sentire meglio la raganizza (filastrocca) intervallata da musica.

### Calendario
| Periodo             | Paese                                                   |
| ------------------- | ------------------------------------------------------- |
| 5 gennaio           | Tualis                                                  |
| 6 gennaio           | Comeglians                                              |
| 16 gennaio          | Mione di Ovaro                                          |
| 12 febbraio         | Agrons di Ovaro                                         |
| 21 marzo            | Cleulis                                                 |
| Pasqua              | Forni Avoltri                                           |
| dal 24 al 29 giugno | Cercivento                                              |
| luglio              | Paularo e Ravascletto                                   |
| agosto              | Arta Terme                                              |
| 30, 31 ottobre      | Buttea, Pesmolet                                        |
| dicembre            | Lauco                                                   |
| 31 dicembre         | Povolaro-Maranzanis e Mieli, Luincis di Ovaro, Entrampo |